# Charles d’Arbonneau

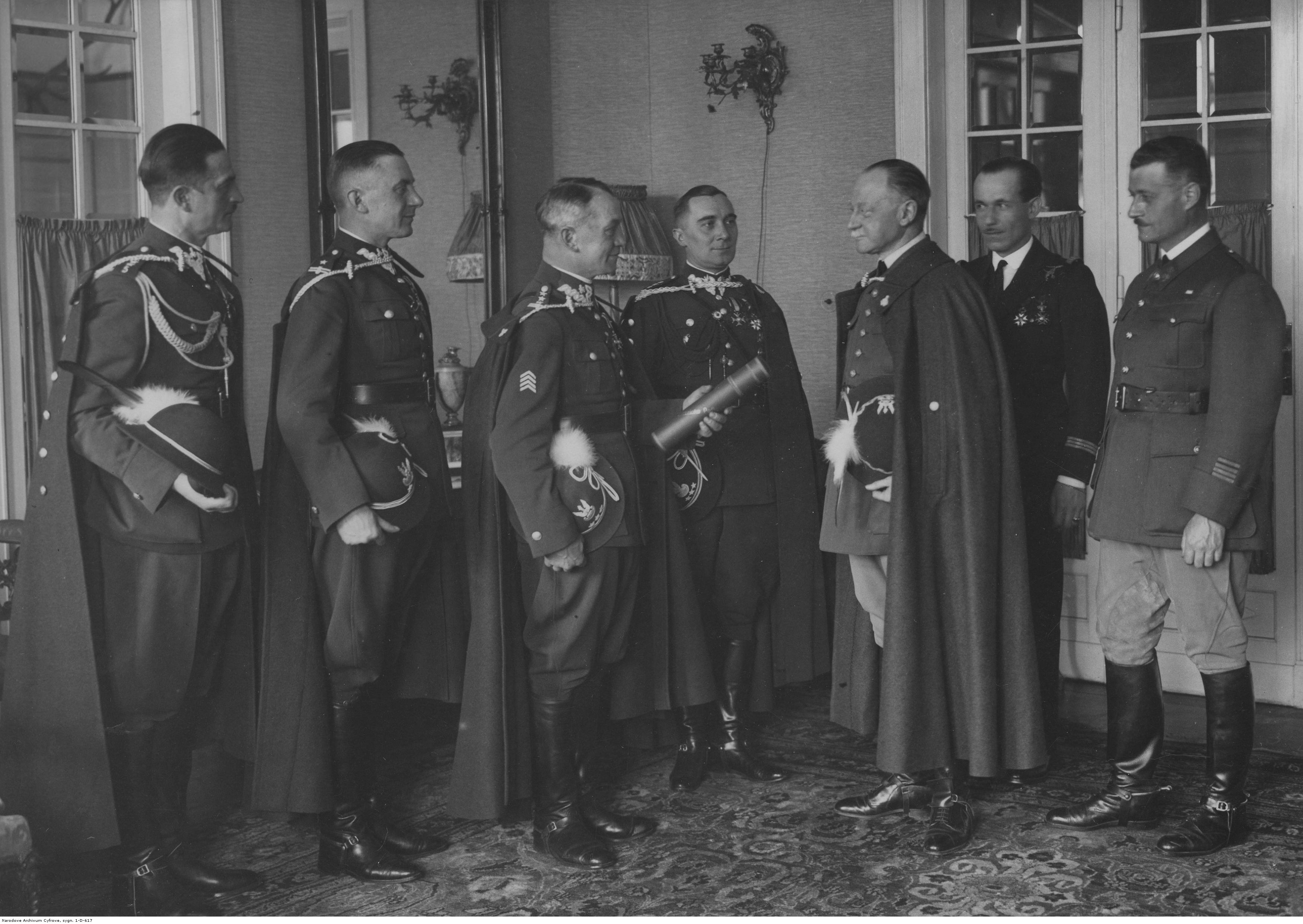
Odznaczenie attaché wojskowego Ambasady Francji gen. Charles d'Arbonneau odznaką 5 Pułku Strzelców Podhalańskich; 1935 r.

Charles-Henri-Paul d’Arbonneau (ur. 21 kwietnia 1878, zm. 18 maja 1974) – francuski generał.
Od 1932 do 1936 sprawował stanowisko attaché wojskowego III Republiki Francuskiej w II Rzeczypospolitej.